# Storia di Lentini

Lo stemma del comune di Lentini

Lentini, comune siciliano in provincia di Siracusa, ha una storia millenaria che risale all'VIII secolo a.C., quando venne fondato il nucleo abitato di Leontinoi ad opera di alcuni coloni calcidesi.

## Il mito della fondazione
Il periodo antecedente la colonizzazione greca di Leontinoi è avvolto nel mito. Delle civiltà preelleniche rimangono i ritrovamenti nelle zone archeologiche, in particolare grotte murate e capanne del tipo italico.
Secondo Sebastiano Pisano Baudo, che ha scritto, attingendo a piene mani alla mitologia Storia di Lentini antica e moderna, i primi abitatori dei campi leontini furono i Lestrigoni, popolazioni vicine ai Ciclopi, che dimoravano sull'Etna. Un capo di questo popolo, il cui nome è stato tramandato per la saggezza e il valore, era Antifate. Richiamando autori mitologici greci, soprattutto Omero, l'autore descrive i Lestrigoni come popolazioni evolute, dedite principalmente alla pastorizia e organizzate sotto un governo federato, rinnegando la rappresentazione di essi come giganti incivili e persino antropofagi. Considerandoli pacifici, ma molto patriottici, giustifica la strage dei seguaci di Ulisse, descritta nell'Odissea.
Lo stesso autore, citando Tucidide, Polibio ed altri, ritiene che la città di Camesena, fondata da Cam, re dei Saturni, sorgesse nei campi leontini e fosse la prima città siciliana. In epoche successive i Lestrigoni, avanzando nella civiltà, si chiamarono Sicani, da Sicano, il loro eroe più illustre e coraggioso. Oltre alla pastorizia, si dedicarono all'agricoltura, in particolare alla coltura delle biade.
Per Pisano Baudo il mito di Cerere trova origine nell'attitudine a coltivare il grano da parte dei Sicani. Ricorda che, secondo la mitologia, Cerere fu generata da Cam Saturno e da Rea ed opina che sposò Sicano. A lei furono attribuite le leggi che regolavano la pastorizia e l'agricoltura e fu appellata Tesmofora, creatrice della ricchezza, Mallefora, porta lana e Melafora, porta pecore. Dalla coppia venne alla luce Proserpina, bellissima tra le belle, che Orco, re dei Molossi, rapì nei pressi del Bevaio (Biviere) di Lentini (e non nell'ennese o a Catania, come altri asseriscono).
Nel mito dei campi leontini trova posto anche Ercole, capo dei Fenici, che, dopo aver ucciso Erice e fondato Mozia, si spostò ad est della Trinacria, richiamato dal mito di Cerere, alla quale sacrificò un toro nei pressi della fonte del Ciane. I Sicani, temendo l'invasione fenicia, organizzarono un numeroso esercito e ne affidarono la guida a sei condottieri: Leucaspi, Pediacrate, Bufona, Caucate, Cigeo e Crisida. I fenici, niente affatto impauriti e forti dell'audacia del proprio capo, ingaggiarono la battaglia e sconfissero i Sicani. Ercole si distinse per forza e coraggio, uccidendo i sei capi nemici. Giunto ai campi leontini, fu accolto da un tripudio. Riconoscente, lasciò segni eterni del suo passaggio, facendo edificare maestosi monumenti. Una medaglia, raffigurante un uomo nudo con la patera, che sacrifica presso un'ara, tenendo in mano un ramoscello d'orzo, fa dire al Pisano Baudo che si tratta di Ercole che sacrifica a Cerere. Pare, comunque, che il mito di Ercole sia stato nei campi leontini celebrato per secoli e addirittura si fa originare il nome Leonzio dal leone ucciso dall'eroe fenicio.
Scrive Pisano Baudo che Leonzio, beneficiata dal simbolico Ercole e tanto ammirata dai Fenici, divenne di giorno in giorno più popolata, acquistando grande rinomanza per la laboriosità e la civiltà. Ma quando vi furono le terrificanti eruzioni dell'Etna che devastarono l'intera area, i Sicani, impauriti, si ritirarono a occidente dell'isola. L'area venne successivamente ripopolata dai Siculi, guidati dal re Sicolo, dal quale prese nome l'intera isola.
Con la colonizzazione dei Sicoli, Leonzio fu eletta capitale della regione leontina. Ben presto, spinti da mire espansionistiche, i Sicoli entrarono in guerra con i Sicani, prendendo a saccheggiare le loro campagne. Le ostilità cessarono con la stipula di un trattato di pace che fissava i confini tra i rispettivi territori. I contrasti, però, ripresero quasi subito e si tornò a belligerare. Lo stato permanente di guerra turbava lo sviluppo economico e civile di entrambe le popolazioni. Per queste ragioni, essendo pervenuta fino a loro la fama di Euo, uomo giusto e sapiente, che aveva insegnato ai marinai l'uso delle vele, affidarono a suo figlio Xuto, anch'egli ritenuto saggio ed equo come il padre, il governo di entrambi i popoli. Poiché il prescelto si rivelò all'altezza del compito, la regione che va dal Simeto fino a Leonzio fu chiamata Xutia.
Nelle età successive si mantenne la pace e la prosperità, perché i successori di Xuto furono sempre scelti come gli ottimi tra i buoni.

## L'età Antica

### L'età greco-siceliota

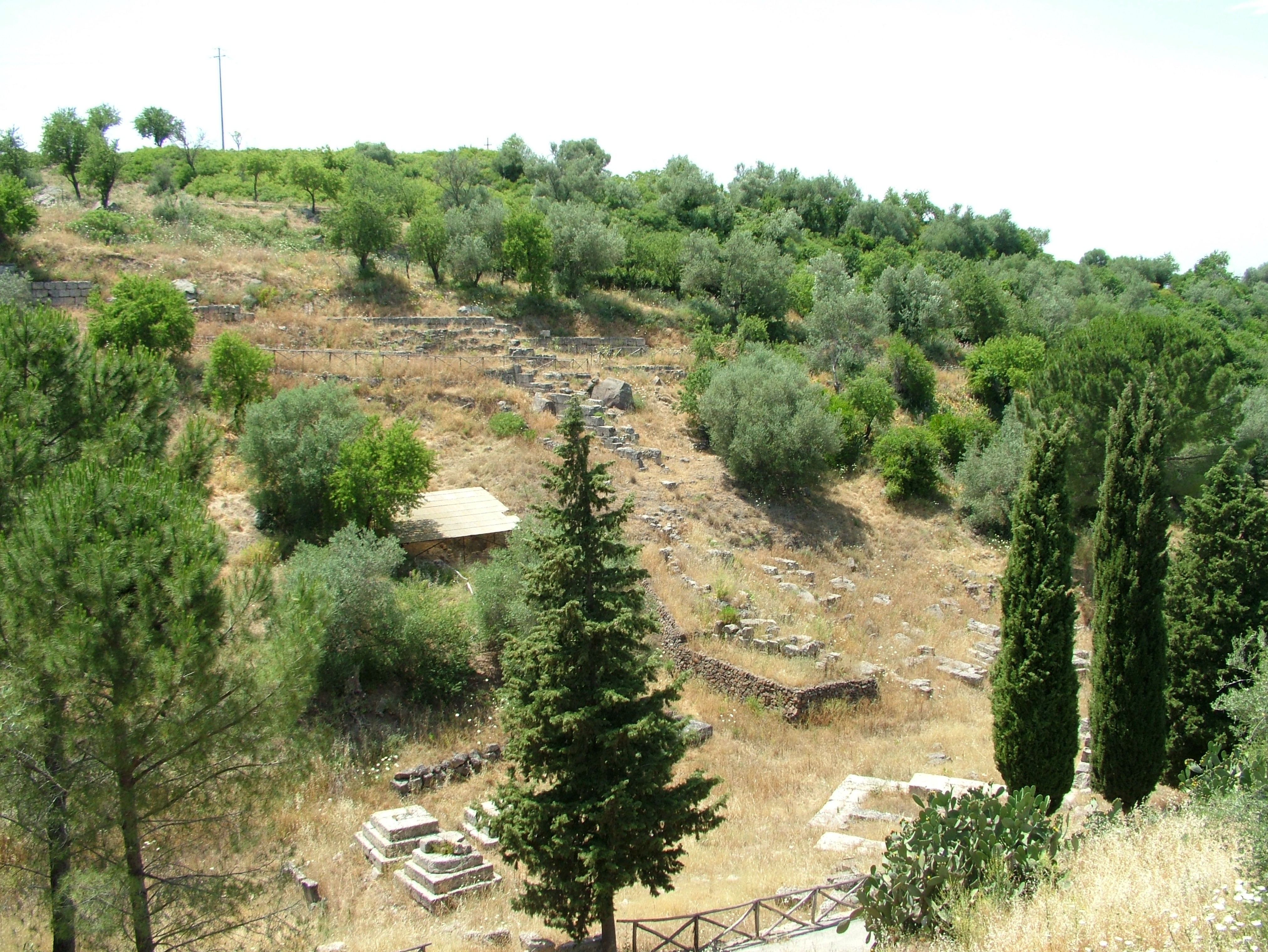
Sito archeologico di Leontinoi

La città di Lentini è stata fondata, secondo la tradizione derivata da Tucidide, da coloni greci, provenienti da Calcide, che, sotto la guida di un certo Theokles (Teocle), occuparono le colline a sud della ricca piana alluvionale del Simeto intorno al 730 a.C.
Ma molti secoli prima che il piede calcidese calpestasse la terra di Sicilia, popolazioni di varia origine avevano occupato le stesse colline. Tra queste popolazioni, una gente di origine peninsulare che gli storici hanno identificato con i Siculi.
Essi passarono nella Sicilia dall'Italia (dove abitavano) fuggendo gli Opici, su zattere o in qualche altro modo. Giunti in Sicilia, essendo un popolo numeroso, vinsero in battaglia i Sicani e li scacciarono verso le parti meridionali e occidentali del paese. Questa popolazione, che basava la sua economia sull'agricoltura, ma anche sulla pesca e sul commercio, esercitato attraverso lo scalo di Castelluccio, si stanziò sul colle di Metapiccola, dando origine ad un insediamento che gli studiosi hanno identificato con la mitica Xouthia.
Contemporaneamente, sui colli circostanti continuano a vivere popoli indigeni, che sembrano aver mantenuto con i Siculi rapporti amichevoli e che continuano ad occupare la stessa zona anche quando dei Siculi si perdono le tracce. Sono queste le genti che i calcidesi trovano sul colle di San Mauro nel 729 o, come è più probabile, nel 751-750 a.C.
Dapprima i Calcidesi coabitarono con gli indigeni, ma poi, con la collaborazione dei Megaresi, con i quali avevano fatto città comune, li cacciarono dal San Mauro, costringendoli ad insediarsi sui colli circostanti, fino al definitivo assorbimento. L'agricoltura, in particolare la coltivazione dell'orzo, che ritroviamo nelle rappresentazioni monetali, e l'allevamento dei cavalli furono le attività economiche prevalenti, che determinavano lo status sociale della classe dominante, i cavalieri (ippeis). A questa classe appartiene il primo tiranno della storia siciliana, Panezio, che, sul finire del VII secolo a.C., approfittando della guerra per motivi di confine con Megara Hyblaea, prese il potere a Leontini.
La città, che fu diretta per molto tempo da un regime oligarchico, ebbe molto presto un grande sviluppo ed uscendo dai ristretti limiti del San Mauro, occupò i colli circostanti e fondò nuove colonie (Euboia). La ricchezza della città, molto florida sia dal punto di vista agricolo che da quello commerciale, suscitò ben presto gli appetiti dei vari potenti che si contendevano il dominio della Sicilia in questo periodo.
Attaccata ed occupata da Ippocrate di Gela nel 494 a.C., Leontini perde l'indipendenza e viene costretta ad entrare in un'alleanza militare, prima sotto il controllo di Gela (che vi insedia Enesidemo), e poi di Siracusa, che la trasforma in una piazzaforte militare per il controllo del territorio. Nel 476 a.C., Gerone I, signore di Siracusa, deporta a Leontini gli abitanti di Nasso e di Catania, dopo averli scacciati dalle loro città. La fine, con Trasibulo di Siracusa, della dinastia dei Dinomenidi riporta a Leontini la libertà, che viene però minacciata dall'avventura di Ducezio che nella zona dei Palici cerca di realizzare un dominio personale sul modello degli stati tirannici greci.
Circondata da nemici da ogni parte, Leontini ricorre ad Atene, con la quale si allea con un trattato militare negli anni intorno alla metà del V secolo a.C. Di fronte alle azioni di Siracusa, che non nasconde le sue mire di dominio su tutta la Sicilia, l'alleanza precedente viene rinnovata nel 433 a.C. Nel 427 a.C., un'ambasceria, guidata dal retore leontino Gorgia, viene inviata ad Atene a perorare la causa degli alleati (le città calcidesi, Camarina e Reggio) contro Siracusa.
La novità del suo eloquio, che avvince gli ascoltatori, ma anche gli interessi che Atene ha nell'isola, convincono la città greca ad intervenire militarmente in Sicilia. Le vicende della guerra sono alterne e si concludono con il congresso di Gela (424 a.C.), nel quale si stabilisce l'indipendenza delle varie città siceliote, l'estromissione di Atene dalla Sicilia, e di fatto la supremazia di Siracusa. A Leontini la fine della guerra non porta la pace. Si riaccendono, infatti, subito le lotte tra aristocratici, legati a Siracusa, e democratici, legati ad Atene. Questi ultimi chiedono la ridistribuzione delle terre e l'allargamento del diritto di voto, con la concessione dei diritti politici a molti nuovi cittadini. Per non essere costretti a cedere una parte del loro potere, gli aristocratici si rivolgono a Siracusa, che interviene immediatamente.
I democratici vengono espulsi e si disperdono in varie parti della Sicilia, i nobili si trasferiscono a Siracusa, della quale ottengono la cittadinanza. Ad impedire che in futuro ci siano sorprese, le fortificazioni vengono distrutte. Il territorio viene inglobato nella chora di Siracusa e Leontini resta priva di abitanti, tranne i lavoratori servili alle dipendenze degli aristocratici. Dopo qualche anno, però, i nobili, non contenti del trattamento che riserva loro la nuova patria, fanno ritorno in città ed alleatisi con i democratici fanno scorrerie contro i Siracusani dal quartiere fortificato di Foceas e dalla fortezza di Brikinnia.
La nuova situazione, che vede i democratici alla riscossa, spinge Atene ad intervenire in favore degli antichi alleati. Infatti, risponde positivamente alle richieste di aiuto che vengono formulate da Segesta, nella guerra contro Selinunte, alleata di Siracusa, e dagli esuli Leontini, che chiedono di essere rimessi nella loro città. Ha inizio così la seconda spedizione ateniese che finisce con la sconfitta definitiva di Atene, la quale, battuta nella Battaglia del fiume Assinaro, vede il proprio esercito lasciato morire di fame e di stenti nelle latomie, mentre Leontini vede svanire ancora una volta il sogno della libertà (413 a.C.). Ad accentuare lo stato di sudditanza nei confronti di Siracusa, ecco che di lì a poco la città viene occupata dai cittadini di Akragas, duecentomila persone (406 a.C.), e subito dopo dagli abitanti di Gela e di Camarina, alleati di Siracusa nella guerra contro Cartagine.
La fine della guerra, con la sconfitta di Siracusa, porta all'autonomia di Leontini, che dopo tanto tempo si ritrova libera dalla potente vicina. L'indipendenza dura poco. Infatti, alla partenza dei Cartaginesi dalla Sicilia, Dionisio, da poco divenuto tiranno di Siracusa, la riconquista e deporta ancora una volta gli abitanti a Siracusa. La città si trasforma e diventa nello schema siracusano semplicemente una città magazzino, in cui conservare provviste per la guerra nei depositi a tal uopo costruiti. Alla fine della guerra, non potendo pagare i mercenari, Dionisio cede loro la città in cambio degli stipendi arretrati.
Nelle lotte che si scatenano a Siracusa per il potere tra Dionisio II e Dione, Leontini parteggia per quest'ultimo e viene coinvolta fino ad essere occupata parzialmente da Filisto, generale di Dionisio. Nel periodo successivo, che vede il dissidio tra il corinzio Timoleonte ed Iceta, generale siracusano, Leontini prende le parti del secondo. La sconfitta di Iceta si porta dietro per Leontini ancora una volta lo spopolamento con la deportazione a Siracusa dei cittadini di parte popolare. Durante il regno di Agatocle, Leontini passa da una fase di appoggio al monarca siracusano all'alleanza con i Cartaginesi. Agatocle, al ritorno dall'Africa dove aveva portato la guerra, per punirla del tradimento ne massacra i dirigenti politici ed i loro seguaci. Durante l'intervento in Italia di Pirro, Leontini assieme a Siracusa e ad Akragas chiama il re epirota in aiuto contro Cartagine. In quella occasione, il tiranno di Leontini, Eraclide, offre a Pirro la città con i castelli ed un contingente di quattromila soldati e cinquecento cavalli (278 a.C.)
La partenza di Pirro dalla Sicilia lascia Leontini saldamente in mano di Siracusa. Durante la prima guerra punica gode di un periodo di pace, inserita com'è nell'alleanza cui l'ha costretta il signore di Siracusa, Ierone II, che riesce a non restare coinvolto nella lotta tra Roma e Cartagine, barcamenandosi tra l'una e l'altra potenza. La morte di Ierone e l'ascesa al trono di Geronimo, suo nipote, che nella seconda guerra punica parteggia per Cartagine, rappresentano l'ultimo atto dell'esistenza di Leontini. Geronimo, giovane di sedici anni, si reca con l'esercito e con il tesoro regio a Leontini, ai confini della provincia romana, per procedere alle operazioni di guerra. Quivi giunto, però, cade vittima di una congiura ordita dal partito filoromano. Mentre, infatti, si sta recando in piazza per una via stretta, Geronimo viene circondato dai congiurati e trafitto a colpi di pugnale. Leontini, abbandonata dai congiurati, diventa poco dopo la base delle operazioni dei filocartaginesi, espulsi da Siracusa. Costoro attaccano e distruggono un reparto romano e Roma chiede l'allontanamento dei Cartaginesi. La risposta sprezzante dei Leontini, che sperano nell'aiuto di Annibale che in Italia sta portando un duro attacco alle forze romane, provoca l'intervento armato dei Romani. Attaccata da tutte le parti, distrutte le mura, la città soccombe (214 a.C.).
Leontini entra nell'orbita di Roma e perde definitivamente la sua autonomia.

### Il periodo romano
Poche e scarne le notizie relative a Leontini sotto il dominio di Roma. Inquadrata in primo momento tra le città decumane, sottoposte al pagamento della decima parte del raccolto, si trasforma a poco a poco in città censoria, il cui territorio viene dato in affitto a cittadini di altre città dietro pagamento di un canone prestabilito. Alla fine del I secolo a.C., il territorio di Leontini viene usato per i donativi agli alleati dei triumviri.
La città entra in un periodo di grande decadenza, scompare praticamente come città, mentre la popolazione preferisce trasferirsi nelle campagne e nelle fattorie sparse nel territorio. Quasi del tutto assenti le notizie relative alla città in periodo imperiale. Le poche informazioni giunte fino a noi sono inserite nel contesto delle vicende dei santi martiri Alfio, Filadelfo e Cirino, chiaramente leggendarie e quindi di poca utilità. Secondo la tradizione, la chiesa leontina è una delle prime ad affermare che Maria è madre di Dio, prima che questa verità di fede venga ufficialmente proclamata dal concilio di Efeso (431 d.C.).

## L'età Medievale

### Barbari, Bizantini e Arabi
Dopo la conquista da parte dei Barbari, Lentini, assieme a tutta la Sicilia, nel 535 d.C., entra a far parte del dominio bizantino e subisce le conseguenze del rapace governo orientale. Su questo periodo sono poche le notizie. Di certo si sa che Lentini è sede vescovile, almeno a partire dal VII secolo, e che viene scelta per ospitare un monastero maschile. Questo fatto si inserisce nella politica del papa del tempo, papa Gregorio Magno, il quale cerca di opporsi strenuamente alla tendenza della chiesa siciliana di quel periodo a seguire nel campo religioso l'esperienza orientale e bizantina che si manifesta anche nell'uso della lingua greca. La scelta di Lentini non è casuale e dimostra che essa è una sede importante, di grande prestigio, che può dare un grande contributo nella lotta per l'occidentalizzazione della Sicilia.
A sancire il grande ruolo del vescovado di Lentini, il prestigio di cui gode presso la corte di Costantinopoli l'ultimo vescovo di Lentini, Costantino. Questi, infatti, in occasione della lotta contro l'iconoclastia sferrata dal papato contro l'impero bizantino, viene incaricato dall'imperatrice Irene d'Atene nel 785 d.C. di recapitare al papa una lettera nella quale il pontefice viene invitato a partecipare al concilio di Costantinopoli (sede iniziale). Il compito affidato è delicato ed il vescovo viene scelto perché già conosciuto dal papa e per il ruolo di cerniera che la chiesa siciliana assume in questo arco di tempo tra Roma e Bisanzio. Durante il concilio che si svolge a Nicea (settembre 787 d.C.), il prelato partecipa attivamente ed ha l'onore di parlare per primo tra i vescovi siciliani. Con Costantino, il vescovato di Lentini cessa di esistere.
Si avvicina, intanto, a grandi passi il dominio dei Musulmani. Essi, nell'847 d.C., assediano Lentini e, sfruttando a loro favore il piano di difesa che era stato architettato dagli abitanti della città, la conquistano, massacrando un buon numero di abitanti. La città entrò a far parte dell'Emirato di Sicilia

### Lentini nel Regno di Sicilia
Entrata a far parte del Regno di Sicilia, Lentini viene inquadrata nello Strategato di Messina, mentre ai nobili leontini, Alanfranco ed Alaimo, vengono concessi i castelli di Militello, Ossino e Hidria con i rispettivi territori. Durante il dominio normanno, Lentini vive come un tranquillo borgo agricolo e deve godere di un certo benessere, in parte commerciale, se le descrizioni dei geografi arabi alla corte normanna ne lodano le case di pietra e il traffico fluviale, che si svolge attraverso il fiume San Leonardo che è navigabile fino alla città. A tutto ciò bisogna anche aggiungere il fatto che Lentini gode di una certa importanza strategica per via delle sue fortificazioni, tanto che il geografo arabo Edrisi la definisce "forte rocca". Successivamente Lentini decade ulteriormente, la sua popolazione diminuisce drasticamente e di conseguenza è retta da un vicecomite.
Per accrescere la popolazione viene favorito il trapianto a Lentini di una colonia di Cosentini, che danno il nome ad un quartiere della città. Nonostante la decadenza, però, Lentini mantiene tutto il suo territorio ed i fondachi, che ne fanno uno snodo importante del sistema viario dell'epoca, mentre continua a produrre grano in grande quantità, che viene anche esportato in tutta la Sicilia nei periodi di carestia.
I terremoti del 1140 e, soprattutto, del 1169, a causa dei quali crollano molti palazzi, determinano l'ulteriore degrado della città, che viene ridimensionata, perdendo anche, molto probabilmente, la navigabilità del fiume ed il contatto diretto col mare a causa dell'interramento del corso d'acqua, mentre viene realizzato, con uno sbarramento artificiale ad opera probabilmente dei Templari, il lago Biviere. Le sorti della città si risollevano, almeno in un primo momento, con l'avvento al trono di Federico II di Svevia.
Viene iniziata la costruzione della chiesa del Murgo, nei pressi di Agnone, che deve essere affidata ai monaci cistercensi; l'imperatore concede poco dopo ai Templari il Pantano con diritto di pesca nel fiume, che da quel momento in poi assume il nome di San Leonardo, per una chiesa dedicata al santo nei pressi. Nel 1223 Lentini viene scelta come sede per la riunione del primo parlamento siciliano, nel quale si stabilisce che il primo maggio ed il primo novembre di ogni anno si deve procedere in una pubblica adunanza alla presentazione delle lagnanze contro l'operato dei giustizieri e delle persone rivestite di pubblica autorità.
Tutto questo non impedisce ai lentinesi di partecipare alla ribellione, partita da Messina, contro l'imperatore, la sua politica accentratrice ed il suo sistema fiscale e di controllo conseguente. I lentinesi, in questa occasione, prestano ascolto alle lusinghe di Vinito di Palagonia e giurano fedeltà al papa. La rivolta subito sedata ed il ritorno della normalità nel regno permettono a Federico di riunire a Foggia nel 1239-1240 il parlamento dei comuni del regno. Fra le undici città siciliane chiamate ad intervenire, Lentini, si trova accanto a Siracusa, Messina, Catania e altre.
L'adesione alla rivolta non manca di avere conseguenze sui rapporti tra l'imperatore e la città. Infatti, per migliorare il controllo militare sul centro urbano, viene riattato il vecchio castello (castrum vetus) sul colle Tirone, mentre sulle propaggini settentrionali del San Mauro viene costruito un altro castello per i divertimenti dell'imperatore (castellum novum). I motivi del malcontento nei confronti dell'imperatore non sono però cessati ed hanno una base reale nella situazione di crisi dell'agricoltura, in particolare feudale. Non è un caso se nel corso del 1247-48, i reintegratores, ufficiali regi mandati appunto a reintegrare i feudi, trovano a Lentini, ma anche a Siracusa, parecchi contratti tra feudatari e borghesi, per cui molti terreni sono stati venduti, mentre altri, vuoti, sterili o poco utili ma demania feudorum, sono stati dati in censo per piantarvi vigna dietro pagamento di denaro.
Alla corte di Federico II, intanto, si sviluppa la scuola poetica siciliana che vede in posizione di primo piano un cittadino di Lentini, Jacopo, notaio di corte, ritenuto universalmente l'inventore del sonetto.
La morte di Federico, nel 1250, dà via libera al papa per intervenire nelle vicende di Sicilia. Ed è sotto la protezione della Chiesa che Lentini, assieme a Palermo e ad altre città, si proclama Comune, affermando la sua autonomia nei confronti degli Svevi, nel 1254, sotto la guida del nobile Ruggiero Fimetta. La libertà dura poco, però, e nel 1256, a Favara, l'esercito leontino è sconfitto, molti soldati sono uccisi, parecchi si salvano con la fuga, mentre il Fimetta si rinserra nella rocca di Lentini, riuscendo con molta probabilità a salvare la vita con l'esilio, seguendo la sorte del conte Alaimo, anch'egli ostile agli Svevi.

### Le Dinastie degli Angioini e degli Aragonesi
Alla morte di Manfredi, nel 1266, si riaccende lo scontro tra il papa, che appoggia gli Angiò, e gli Svevi, rappresentati dal giovane Corradino. A Lentini si accende una disputa tra i fautori degli uni e degli altri.
I seguaci degli Angioini, Ferracani, si rinserrano nelle zone fortificate (Tirone e Castello) da cui controllano la città, ma poi si arrendono per mancanza di acqua e perché si accorgono che i rivali, Fetenti (come venivano chiamati allora i seguaci degli Svevi), hanno cominciato a scavare gallerie sotto le fortificazioni per renderle instabili. A questo punto anche Lentini si dichiara partigiana di Corradino. Sconfitto Corradino nella battaglia di Tagliacozzo, Lentini rimane fedele agli Svevi e ne segue le sorti, accogliendo l'esercito tra le sue mura.
Nella battaglia di Sciacca, la vittoria arride agli Svevi, ma poco dopo, con la presa di Centuripe, la Sicilia passa nelle mani dei Francesi. Gli Angioini non erano venuti in Sicilia a portare la libertà e ben presto se ne accorgono tutti, soprattutto quelli che hanno appoggiato gli Svevi e quindi sono naturalmente sospetti. Infatti, tra i primi atti del nuovo governo c'è l'aumento delle guarnigioni nei castelli sparsi in varie parti della Sicilia, che garantiscono un controllo capillare del territorio contro possibili sommosse (1278). Tra i castelli occupa un posto di rilievo quello di Lentini, che si vede popolato da un grande numero di soldati, ai quali viene garantita una provvigione di ben 100 salme di miglio. Questo trattamento, totalmente dissimile da quanto avveniva prima (1272), mette la guarnigione di Lentini alla pari dei castelli strategicamente più importanti di Messina, Palermo ecc.
Se ne accorgono anche i nobili che li hanno appoggiati. Come in altre occasioni di intervento straniero, molti avevano appoggiato gli Angioini, in odio ai vecchi governanti, forse sperando in un miglioramento delle loro condizioni sociali. Ma gli stessi erano sempre pronti a cambiare padrone non appena il nuovo dimostrava di volersi rifare delle spese sostenute per l'impresa. Non va sottovalutato, inoltre, il fatto che molte famiglie nobili sperano di ricavare dei benefici privati dal cambiamento dinastico conseguente ad un'invasione straniera.
Tra questi, il conte Alaimo di Lentini che, mandato in esilio dagli Svevi fuori dalla Sicilia, vi fa ritorno, al seguito dei francesi, dopo la battaglia di Benevento (1266), prende parte alla lotta in favore degli Angioini e nel 1274 viene premiato per la sua fedeltà dal re Carlo con la nomina a Giustiziere nel Principato e nella terra di Benevento. Nel 1279 ottiene l'incarico di Secrezia di Sicilia (ufficio che si otteneva pagando un fitto e che si occupava della riscossione di alcuni tributi) e nel 1282 è elevato alla carica di Strategoto di Messina.
I Francesi non sono diversi da tutti gli altri invasori che hanno calpestato il suolo siciliano ed il loro fiscalismo non è diverso da quello delle altre popolazioni che erano venute in Sicilia. Ma la situazione economica è cambiata, ed in peggio, le carestie non sono infrequenti e questo fa apparire le tasse che vengono imposte ancora più esose, anche se Lentini sembra soffrire meno degli altri, se nel 1281 riesce a fornire a Messina ottomila salme di frumento delle trentamila di cui ha bisogno la città dello stretto. La reazione alle angherie dei Francesi non si la attendere ed il 2 aprile 1282, a Palermo, scoppia la rivolta del Vespro, fomentata dai nobili e con l'appoggio degli Spagnoli. Lentini insorge il 5 aprile. Esasperati anche perché il governatore Papirio Comitini, qualche giorno prima, ha imposto un contributo forzoso che è superiore alle finanze della città, i cittadini, al comando di Giovanni La Lumia, assaltano il castello dove si è rinchiuso il governatore e, fattolo prigioniero, lo uccidono. La stessa sorte subiscono tutti i Francesi che si trovano nella città, che di lì a poco si eleva a Comune libero, con la giurisdizione su Militello, Palagonia, Francofonte e Sortino.
A reggere la vita del Comune viene eletto capitano del popolo Giovanni Foresta. La guerra del Vespro siciliano non era stata un movimento repubblicano per l'autonomia comunale e ben presto i nodi della politica siciliana vengono al pettine con l'intervento degli Aragonesi, che operano nei confronti della popolazione esattamente come avevano operato gli Angioini. Delusi restano soprattutto molti dei nobili che avevano abbandonato i Francesi, sperando di avere dai nuovi padroni molto più di quello che avevano dato loro i vecchi alleati. Tra essi il conte Alaimo, che aveva abbandonato Manfredi per Carlo di Francia, abbandona quest'ultimo per Pietro d'Aragona, che gli dà immensi possedimenti, e poi entra in combutta di nuovo con Carlo sperando di avere, in questo continuo cambiare bandiera, ulteriori, personali, vantaggi territoriali. Influenzato dalla spregiudicata moglie Macalda di Scaletta,cade in disgrazia presso gli spagnoli e viene fatto morire per annegamento in mare.
Morto il re Alfonso III, nel 1291, gli subentra il fratello Giacomo II d'Aragona che nomina il fratello Federico viceré di Sicilia. Questi, d'accordo con i baroni, nel 1296 si fa incoronare Re di Sicilia col nome di Federico III. Nella lotta che si apre immediatamente tra il Sicilia, da un lato, e il Regno d'Aragona di Giacomo II, (al quale si sono alleati il Regno di Napoli e il Papato) dall'altro, Lentini è fedele alla Patria siciliana. Federico III, nel 1299, viene a Lentini, dove organizza le difese, rafforzando il castello e concentrando le sue forze. Dopo la pace di Caltabellotta (1302), ritorna a Lentini, dove viene accolto festosamente e dove riceve omaggi dalla popolazione. In quella occasione, premia i suoi fedelissimi, insignendo i soldati che meglio lo avevano servito di titoli nobiliari (tra questi i La Lumia, gli Sgalambro, i Passaneto). In questo modo, mentre lega ancor più a sé i sostenitori, allarga anche le basi del feudalesimo su cui si basava la sua monarchia. La città viene premiata della sua fedeltà con la concessione dell'uso delle consuetudini di Messina nel 1313.

## La guerra fra le famiglie patrizie
Con i successori si scatena la lotta tra le famiglie patrizie, che caratterizza la storia della Sicilia per molti anni e vede schierate da una parte o dall'altra i Chiaramonte ed i Ventimiglia.
Lentini parteggia per la Monarchia siciliana e viene ripetutamente assalita, subendo gravi conseguenze. Per ripagarla dei danni subiti nel corso delle guerre, i re fanno alla città una serie di concessioni. Viene esteso il numero delle merci soggette a gabella per soddisfare i debiti contratti, riparare le mura e costruire baluardi per il castello (13 gennaio 1339, Pietro II di Sicilia); viene concesso il titolo di città con dignità di Senato, ufficio del Patrizio e uso del sigillo (19 gennaio 1339, Pietro II); infine, la città può incamerare i proventi della gabella del vino, mentre le merci vengono esonerate dal pagamento della dogana (4-5 settembre 1349, Ludovico).
La pace, firmata nel 1350, dura poco e Lentini, fortezza in mano a Manfredi Chiaramonte, diventa la base per le operazioni contro Catania, schierata sull'altro versante, e contro i Ventimiglia, ma anche l'obiettivo della reazione delle truppe regie. Nel 1359 viene assediata dall'esercito regio agli ordini di Artale Alagona. La città, ben difesa sull'asse costituito dai due castelli, resiste per molto tempo. Alla fine, grazie alla defezione del comandante delle truppe, è occupata ed abbandonata al saccheggio. Per ultimo è occupato il castello a causa del tradimento dei soldati che trattano segretamente con Artale e gli consegnano il castello ed i familiari di Manfredi Chiaramonte. Alla fine, per esaurimento delle forze dei contendenti, si arriva ancora una volta alla pace.
Il periodo successivo vede ancora una volta la Sicilia preda delle lotte tra le famiglie nobili che, approfittando della mancanza di un re forte, si impadroniscono di gran parte delle terre demaniali. Questa situazione ha fine nel 1392 quando Martino I, che ha sposato la regina Maria, figlia di Federico IV di Sicilia, conquista il trono dell'Isola, imponendo il suo dominio e cercando di recuperare le prerogative reali che erano state usurpate dai feudatari e dalle città. Si scontra con l'opposizione dei baroni, ai quali, se da un lato concede la ratifica dei terreni usurpati, dall'altra cerca di sottrarre l'amministrazione della giustizia, avocando a sé l'ultimo grado di giudizio.
Numerose città chiedono esenzioni e tra queste Lentini che presenta i propri titoli di merito (diplomi di re Federico e di re Pietro) ed ottiene, pur essendo una città demaniale, il "mero e misto imperio", cioè di amministrare la giustizia anche per i reati per i quali sono previste la pena dell'esilio, la mutilazione o la condanna a morte. Inoltre, poco dopo (1395), ottiene tutte le esenzioni tradizionali e quei privilegi (titolo di città, uso del sigillo, ecc.) concessi dal re Pietro, ma mai avuti a causa della guerra. Per meglio controllare i feudatari ed evitare abusi di qualsiasi tipo, nel 1408 re Martino I procede ad un censimento dei feudi e dei feudatari. Lentini annovera in questa occasione 34 feudi ed altrettanti feudatari. Intanto, nel 1402, è morta la regina Maria, che è stata sepolta nella chiesa dei PP. Cappuccini, e Martino sposa la principessa Bianca alla quale affida la rinata Camera Reginale della quale rientra a far parte il territorio di Lentini diminuito del Biviere e del Pantano, affidati a due fedeli servitori del re.
Martino muore nel 1409 ed il padre, che gli succede, muore l'anno dopo. L'avvento al trono di Alfonso (1416) peggiora la situazione. Lentini chiede di essere esclusa dalla Camera reginale, ma la sua domanda non viene accolta. In questo periodo, la politica estera del sovrano, se da un lato aumenta la potenza politica dei baroni del cui appoggio ha bisogno per la guerra, dall'altra fa aumentare le tasse per sopperire alle enormi spese militari. Si ha così un aumento dei privilegi dei nobili che ottengono la concessione di feudi, anche di quelli acquisiti illegalmente. Nel 1434, il castello di Lentini viene concesso al nobile Vincenzo Gargallo col mero imperio, con la possibilità, quindi, di amministrare la giustizia almeno per i primi gradi del giudizio. Il livello alto delle spese, lo spopolamento delle campagne, le carestie, in questo periodo molto frequenti, costringono alla miseria molte città. Il re, per recuperare denaro, fa ricorso ad una pratica che avrà molto successo, la vendita in servitù feudale di alcune città, tra le quali Lentini.
La città è costretta a ricomprare la propria autonomia, ma cade, in conseguenza del dispendio di risorse, in uno stato di profonda prostrazione e di crisi.

## L'età moderna e il rinascimento

### Da Carlo V alla Rivoluzione francese
Attorno al 1770 giunse in città il pittore e architetto francese Jean-Pierre Houël che eseguì dei disegni dei monumenti antichi, come le colonne di San Basilio e visitò anche la città, lasciandone una descrizione:
La città di Leontinum fu fondata da una colonia di calcidesi che giunse in Sicilia sotto la guida di Teocle, nello stesso tempo in cui Catania fu costruita. Leontinoi divenne celebre: il suo territorio, secondo Plinio, si chiamava Campo Lestrigoni cioè il Campo dei Lestrigoni, una popolazione precedente all'arrivo di Teocle.

La fertilità di questo territorio diede alla città la nomea di feconda. Ha ben meritato questo nome, perché tutto lo spazio racchiuso tra il mare di Catania, il capo Santa Croce, Lentini, Francofonte, il feudo di San Basilio, il lago Naftia, la valle di Caltagirone, e il fiume Simeto, comprende campagne costituite da terreni di origine vulcanica, di un genere simile alle pozzolane. [...]
Sono giunto a Lentini verso il 20 aprile; era il tempo della fiera del bestiame, ricca di ogni specie di animali come puoi, cavalli, asini, muli. Si vendono anche tessuti ed argenteria. Nei primi due giorni si valutano gli affari che si vogliono concludere ed il bestiame che si vuole comprare; il terzo giorno si decide, a mezzogiorno si effettua il pagamento alla consegna. Per il resto, nella fiera si vendono cose di poco conto, ma si perde più tempo ad acquistare questi oggetti piuttosto che quelli di valore. La fiera è esente da imposte e da antiche origini. Le campagne di Lentini producono molto olio, riso, lino, canapa e soda che si esporta all'estero. Si coltiva anche la liquirizia che parecchie manifatture lavorano. Attraverso l'ebollizione, si estrae il succo della pianta e dopo la coagulazione si ottengono dei bastoni neri, lunghi da cinque a sei pollici, che hanno un gran mercato.»
Nel 1516 sale al trono Carlo V, col quale sembra risolversi quello che era stato ritenuto il problema più grave di Lentini, l'appartenenza alla Camera reginale. Carlo, infatti, scioglie la Camera ed incorpora tutte le città nel regio demanio. Ma le enormi spese di guerra che caratterizzano il regno di Carlo costringono il viceré Ferdinando Gonzaga a minacciare la vendita ancora una volta della città. L'amministrazione comunale, per evitare così grande rovina, offre il pagamento di 20.000 ducati d'oro per l'acquisto del territorio e del mero e misto imperio con tutti i privilegi (1537). La città, a causa di queste spese, si carica di debiti e nel 1540 è costretta ad imporre ai cittadini una serie di tasse per usufruire di alcuni diritti antecedentemente goduti gratuitamente.
Il terremoto del dicembre 1542 contribuisce alla decadenza della città, con la distruzione totale del castello nuovo, parziale del vecchio e di gran parte delle case attorno. L'aumento del dazio sul grano, che scoraggia l'esportazione, il conseguente fallimento della produzione cerealicola, la necessità di far fronte al debito nei confronti della corona spagnola gettano in uno stato di totale crisi Lentini. Ad accentuare il quadro, la fondazione, nel 1551, di Carlentini, che, nei progetti del viceré Vega, doveva costituire il baluardo della difesa contro le invasioni turche che il castello vecchio di Lentini secondo lui non garantiva più. Per popolare la nuova città e favorire l'esodo da Lentini, il viceré concede a Carlentini una serie di privilegi: terreno gratuito per la costruzione della casa, esenzione dalle tasse, gabelle e donativi, esenzione dalla dogana per due anni, tutti i privilegi della città di Lentini. Nonostante questo, i Lentinesi si rifiutano di abbandonare la loro città, anche quando il Vega fa ricorso alle blandizie, chiamando Nuova Lentini la città-fortezza. Il viceré allora passa a mezzi più duri, arrivando addirittura a togliere a Lentini la fiera di aprile, fonte di grande ricchezza, con la scusa che si deve, coi proventi di essa, edificare la nuova Chiesa Madre a Carlentini.
Gli anni successivi sono estremamente difficili. Le carestie, il fiscalismo regio, le annate agrarie poco redditizie (1658, 1671)riducono a mal partito la città, che decade rapidamente, con una diminuzione drastica della popolazione, che passa dai 14.756 abitanti del 1569 ai 7.360 del 1616 per poi lentamente risalire ai 10.063 del 1681. Il terremoto del Val di Noto del 1693 distrugge totalmente Lentini, provocando un elevato numero di morti. Il tentativo di ricostruire la città in un altro sito, come aveva previsto il duca di Camastra, vicario del re per la ricostruzione, su pianta disegnata dall'architetto fra' Angelo Italia, fallisce miseramente, per una serie di opposizioni convergenti, non ultima probabilmente quella della Chiesa. 

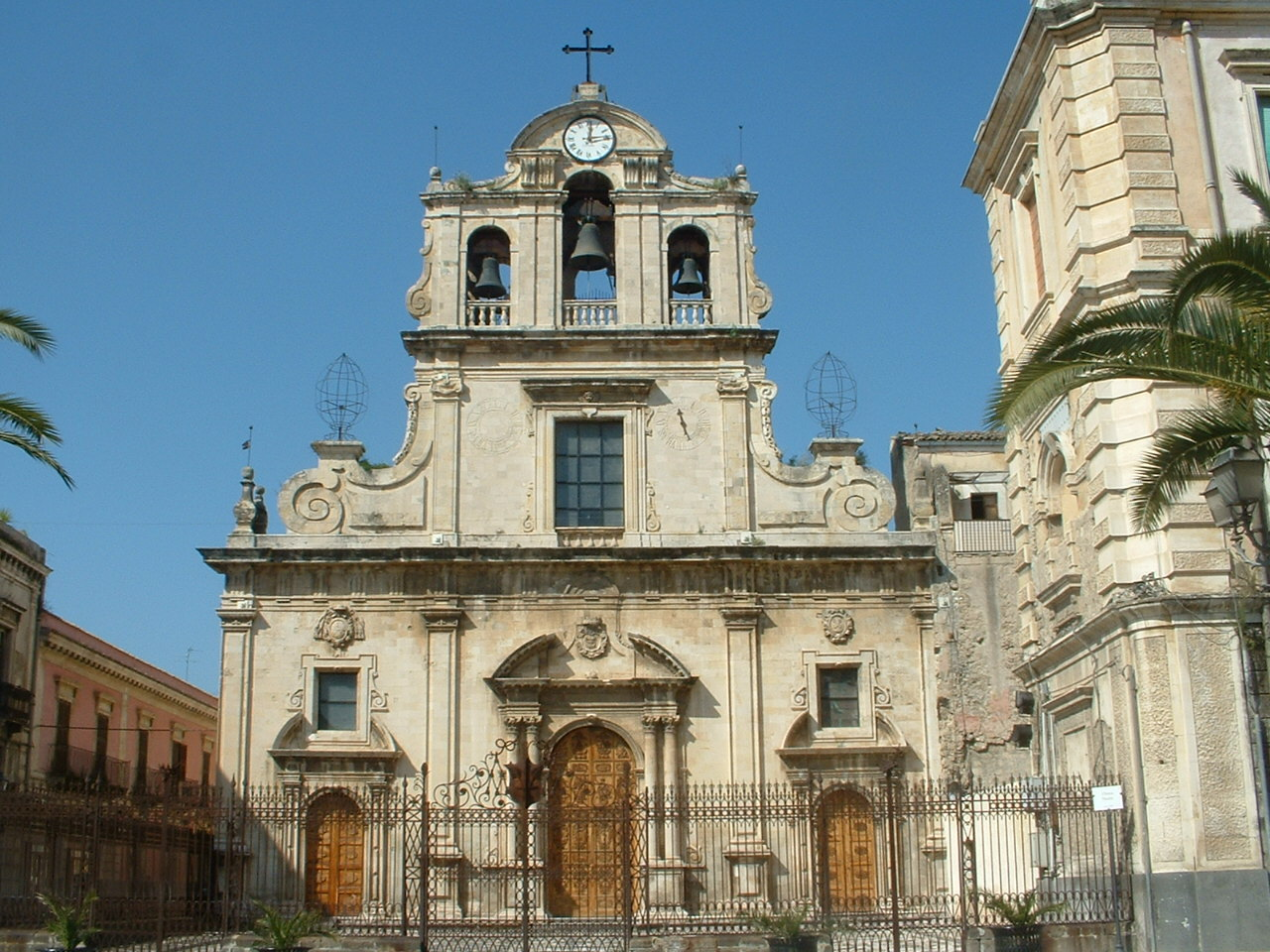
La Chiesa Madre, risalente al XVII secolo

La città viene ricostruita sul vecchio sito, ma l'operazione dura molti anni e comporta ingenti spese. Il numero dei cittadini si è intanto ridotto (4.369 nel 1737), anche a causa dell'abbandono da parte di molti che preferiscono recarsi nella vicina Carlentini che sembra non aver sofferto molti danni per il terremoto e che vede aumentare la popolazione, che passa dai 2.751 abitanti del 1681 ai 3.331 del 1714. Tra essi, numerosi nobili, il cui numero diminuisce drasticamente, tanto che non è possibile garantire l'amministrazione regolare della città col necessario ricambio. Ad allargare la vecchia nobiltà di sangue si procede con il riconoscimento della nuova nobiltà di censo, alla quale si permette di entrare nell'amministrazione della cosa pubblica, pur rimanendo distinti e separati i privilegi, con la costituzione di due Mastre, dei nobili e dei civili, alle quali si attinge per la nomina degli amministratori della città (1728, 1755).
Si cerca da parte dei vari sovrani che si succedono di risollevare le sorti della città, ma invano. Infatti, sotto Carlo III di Borbone, si pensa di aumentare la popolazione, che è arrivata al punto più basso della sua storia (4.268 nel 1747), esentando per cinque anni dal pagamento dei debiti, ovunque contratti, tutti coloro che si stabiliscono in città; viene ristabilita la dignità del Senato; la città diventa Capo Comarca ed ha sotto di sé le città di Francofonte, Avola, Ferla, Sortino, Melilli, Militello, Grammichele, Noto, Spaccaforno, Cassaro e Palagonia (1760). Ma tutto questo non basta e viene ripreso il vecchio progetto di spostare la popolazione a Carlentini, adducendo il solito pretesto dell'aria malsana e della malaria. Il Senato si ribella all'idea, fa appello al re ed il progetto viene abbandonato (1789). Allo scoppio della Rivoluzione francese e durante l'avventura napoleonica, Lentini è sotto Ferdinando III che nel 1806, nel giro che fa dell'isola, giunge in città, dove viene ospitato nel palazzo del barone Sanzà, un esponente della nuova nobiltà.

## Il Risorgimento
I primi moti carbonari trovano buon terreno a Lentini. Si formano, infatti, due sette di carbonari, l'una sul Piano Fiera, della quale fanno parte i nobili Sanzà, Carmito, Magnano San Lio, e l'altra nell'ex convento di Santa Maria di Gesù, che vede la presenza della famiglia Bugliarello. Queste sette non hanno programmi molto chiari ed i dirigenti, appartenenti alle classi media ed alta, sono molto più interessati ad un futuro in comune con Napoli che alle mire separatistiche di Palermo o alle voglie di rivoluzione sociale dei contadini.
La rivolta di Palermo contro la costituzione del 1820 suscita negli strati più umili della popolazione lentinese grande entusiasmo. Riuniti in piazza, i popolani cercano di distruggere i registri dell'ufficio del macino e quindi di assalire un deposito di frumento. L'intervento di un prete, che, dietro consiglio di un esponente della nobilità, Federico Bugliarello, fa passare il SS. Sacramento in mezzo ai rivoltosi e li conduce in chiesa ad adorarlo, porta alla fine del tumulto popolare, mentre i nobili assumono il comando del movimento.
Un esercito lentinese, agli ordini del barone Sanzà, si unisce al generale Florestano Pepe, che era venuto in Sicilia per combattere contro Palermo e ricondurla alla ragione, e partecipa alla repressione del moto rivoltoso. Gli ultimi anni del dominio borbonico sono caratterizzati dai ritardi nello sviluppo economico, ma anche dal colera del 1837 che causa gravi disagi sociali che sfociano in una rivolta dalle connotazioni politiche. Se all'inizio il moto vede insieme nobili e popolani, subito i patrizi si rendono conto che la rivolta non ha molte possibilità di riuscita e, per timore di una rivoluzione sociale, cambiano fronte, facendo arrestare tramite la delazione quelli tra loro che sono più radicali e più propensi a continuare la lotta.
A Lentini fanno le spese della reazione di Del Carretto, Alto Commissario Regio, in tutto 27 persone, tra cui il barone Sanzà, i fratelli Bugliarello e soprattutto popolani. Il barone Sanzà ed un suo servo, Paolo Pizzolo, sono arrestati e condotti nel carcere di Catania dove muoiono di colera, mentre tutti gli altri fuggono in attesa di tempi migliori, che non tardano ad arrivare con la grazia concessa dal re nel 1839. Ma il tempo dei Borboni è ormai alla fine e cominciano a fiorire le idee risorgimentali, anche se abbastanza confuse.
A Lentini sorge una setta segreta legata alla mazziniana Giovane Italia. L'ora della riscossa suona il 12 gennaio 1848 a Palermo, che viene subito seguita da tutta la Sicilia. Lentini aderisce al movimento il 1º febbraio con un manifesto pubblico ed inalberando il tricolore. Se all'inizio la rivolta ha un carattere sociale eterogeneo, ben presto gli elementi più liberali della classe patrizia ne assumono la guida, costituendo dei Comitati provvisori che si occupano di gestire il governo delle città. A Lentini, il Comitato provvisorio vede la presenza degli elementi più in vista della nobiltà e della borghesia, che si mettono in contatto con gli altri gruppi dell'isola e costituiscono una forza di cento uomini agli ordini di Giovanni Ielo per partecipare alla liberazione di Augusta e di Siracusa. Quando le truppe borboniche abbandonano Augusta per concentrarsi a Siracusa, Lentini invia ad Augusta un contingente di venti uomini, ai quali se ne aggiungono poco tempo dopo altri quaranta, per impedire che le armi del castello di Augusta cadano in mani nemiche.
La riunione del Parlamento siciliano mette a nudo i problemi da affrontare, primo fra tutti quello dei contingenti armati, costituiti in gran parte da personaggi ambigui, al confine con la malavita, possibili eversori dell'ordine sociale. I contingenti vengono sciolti e viene costituita una Guardia Nazionale, dalle caratteristiche di milizia di classe, col precipuo compito di difendere la proprietà. A Lentini viene chiamato a comandare il battaglione della Guardia Nazionale il barone Francesco Beneventano. L'entusiasmo iniziale, nel frattempo, è calato.
Il carattere di classe assunto dal governo, l'impreparazione dei dirigenti, l'incapacità di risolvere i problemi, l'isolamento internazionale portano rapidamente alla fine del moto ed al ritorno dei Borboni. Ad evitare problemi, a Lentini il libro dei verbali e delle deliberazioni del Comitato provvisorio è nascosto. Ma questo non significa la fine del movimento risorgimentale a Lentini. Infatti, viene costituito un comitato segreto con il compito di diffondere materiale propagandistico, di organizzare la futura insurrezione nella provincia di Noto ed in parte di quella di Catania ed assumerne la direzione. La spedizione di Garibaldi dà inizio alle operazioni.
Il 20 maggio Lentini insorge e nomina un Comitato centrale che chiama a raccolta i cittadini per la guerra e, nell'immediato, per dare aiuto ai catanesi. Una squadra, alla quale si uniscono volontari di Modica, Vizzini, Scordia, Scicli, Palazzolo, Sortino e Noto, si attesta a Primosole per chiudere la via verso Siracusa ed intervenire da sud su Catania. Dopo qualche giorno, i volontari, su ordine di Garibaldi, si riconcentrano a Carlentini, marciano su Scordia e quindi entrano a Catania il 5 giugno. Il Comitato lo stesso giorno 5 manifesta la propria adesione al programma di annessione al regno di Vittorio Emanuele II e si affida alla dittatura di Garibaldi.
Il 21 ottobre Lentini vota compatta per l'annessione al Piemonte: 1.654 sono i voti a favore. Il 14 febbraio 1861, il Consiglio civico di quaranta membri, che ha soppiantato il Comitato provvisorio, presenta omaggi al nuovo governo e chiede che la città di Lentini sia aggregata alla provincia di Catania. Molti i motivi addotti, e tutti validi, la distanza, la cultura, l'economia, ma senza risultato. L'istanza non viene presa in considerazione.
Il passaggio allo Stato unitario rappresenta un evento positivo per Lentini, con notevoli cambiamenti nelle condizioni di vita degli abitanti. Tra le realizzazioni dello Stato unitario, la copertura dei fiumi Lisso e Carrunchio, vere fognature a cielo aperto, l'apertura di nuove strade per migliorare il rapporto con la campagna, l'organizzazione dell'ospedale civile, l'apertura delle scuole elementari e tecniche (1866) e dell'asilo infantile (1867), l'acquedotto cittadino che ha portato l'acqua potabile nelle case (1903).
A corollario di queste mutate condizioni di vita si ha un aumento della popolazione, che passa dai 9.417 abitanti del 1861 ai 20.578 degli inizi del secolo XX (1901), con l'apporto considerevole di emigrati da altre parti della Sicilia. Si è andata, nel frattempo, modificando la struttura economica della città. Alla tradizionale economia basata sulla coltivazione latifondistica dei cereali (grano, orzo, riso), dei mandorli, degli ulivi, e su una fiorente industria di cordame e di vasi, se ne affianca un'altra destinata ad un grande sviluppo, quella degli agrumi, che vengono prodotti nei terreni vicini alla città ed esportati in Europa e nel mondo.
Tutto questo determina le condizioni per la nascita di un bracciantato forte che si pone come obiettivo primario un miglioramento delle condizioni di vita, con l'aumento dei salari, ed una riforma agraria che ponga un freno al latifondo.

## Il Novecento
La riforma elettorale di Giolitti, che nel 1912 introduce il suffragio universale maschile, rappresenta una grande occasione per il movimento contadino e per il Partito socialista, che questi interessi incarna. Il blocco democratico-socialista nelle elezioni comunali del 1914 riesce a vincere la battaglia contro il blocco conservatore rappresentato dal partito monarchico-liberale, che non riesce a dare un'amministrazione stabile alla città.
La nuova amministrazione, che subentra al Commissario regio, inizia subito i lavori che ha programmato e che dovranno dare un volto nuovo alla città (la risistemazione delle vecchie vie, Ferdinanda e del Carmine, oggi Garibaldi e Conte Alaimo, la sistemazione della piazza principale, l'apertura di una farmacia comunale), nonostante l'opposizione dura degli sconfitti che, si è sostenuto, fanno ricorso anche alla calunnia ed al dileggio per mettere in cattiva luce gli amministratori di sinistra.
Lo scoppio della prima guerra mondiale interrompe momentaneamente il processo. Si ha, in generale, un aggravio delle condizioni di vita per i meno abbienti, con il razionamento dei beni alimentari, mentre le classi più elevate manifestano la loro entusiastica adesione alla guerra con un manifesto pubblico stilato dal barone Beneventano. Per lenire i disagi, si raccolgono somme di denaro, colle quali si viene incontro alle esigenze vitali delle classi popolari che subiscono il peso della guerra. Lentini paga il suo tributo di sangue alla politica governativa con 213 morti, 214 mutilati e 55 dispersi, in genere contadini e braccianti.
Nel frattempo, però, molte cose sono cambiate. Un decreto governativo che fissava ad un livello molto basso il prezzo della farina ha prodotto il crollo della produzione granaria. D'altra parte, i reduci che tornano dalla guerra non sono più i vecchi contadini analfabeti ed ignoranti. Il contatto con altre realtà sociali, soprattutto quelle più avanzate del Nord, e con i lavoratori delle altre regioni d'Italia, sicuramente più coscienti dal punto di vista delle rivendicazioni salariali, determina nuove coscienze e nuove aspirazioni. Inevitabile appare la richiesta dei nuclei più politicizzati di un cambiamento delle condizioni sociali.
Durante la guerra, in cambio dell'impegno attivo, era stata promessa la riforma agraria con la distribuzione delle terre. Al ritorno, i reduci non trovano niente ed anzi la situazione è nel frattempo peggiorata, per l'inflazione e per la disoccupazione. L'occupazione delle terre incolte sembra a molti la soluzione migliore e questa è la strada intrapresa. Ex combattenti e socialisti rivoluzionari occupano centinaia di ettari di terre, che vengono divise in piccoli lotti. L'estensione ridotta dei lotti provoca uno sfruttamento intensivo della terra, che a lungo andare peggiora la situazione, anche se all'inizio le conseguenze non sono evidenti. Nella maggior parte dei casi vengono impiantati agrumeti, in questo periodo ancora redditizi, anche se i sistemi usati sono in larga parte arcaici, mentre scarso seguito hanno le idee cooperativistiche.
Il governo si limita a prendere atto dell'accaduto, ratificando l'occupazione delle terre, che riduce la tensione sociale. Ma i problemi di fondo non sono stati risolti ed i conflitti di classe si acuiscono. Nel 1922 si raggiunge il culmine con i disordini scoppiati in concomitanza di un comizio tenuto dalla socialista Maria Giudice. I contadini, che, nella piazza principale e nelle vie adiacenti, stanno partecipando ad una manifestazione politica, sono fatti bersaglio dei proiettili della Guardia regia, attestata davanti alla Chiesa Madre, e dei ricchi che sparano dai balconi sui manifestanti. Questi ultimi, cioè i ricchi, temono che i disordini siano l'inizio di una possibile rivoluzione armata, come l'esplosione accidentale di un deposito di armi e di munizioni in una casa privata di fronte alla chiesa della SS. Trinità lascia presagire e reagiscono con la forza della armi. Lo stato di tensione altissima provoca morti e feriti, tra i manifestanti ed i loro congiunti.
In questo periodo viene coniato per Lentini l'epiteto di "Repubblica leontina". Con l'avvento del fascismo, il problema sociale non solo non viene risolto, ma si mettono a tacere le forze d'opposizione e si aggravano le condizioni dei contadini, mentre il latifondo, nonostante le dichiarazioni ufficiali, non viene minimamente intaccato, tanto che tra i grandi proprietari terrieri si trovano i maggiori esponenti delle forze che appoggiano il regime fascista.
A risentire della politica del governo fascista sono anche le colture specializzate come quella degli agrumi. Agli inizi si verifica un aumento della produzione, ma essa non può bilanciare le perdite dovute all'abbandono verificatosi durante il periodo bellico. In ogni caso, la produzione di agrumi non tocca i livelli produttivi del periodo prebellico ed anzi si ha una crisi, conseguenza della politica economica del governo. Il regime autarchico imposto da Mussolini, infatti, provoca la reazione dei governi stranieri con gravi danni per una coltura, quella degli agrumi, il cui prodotto viene in larga parte esportato e che costituisce negli anni venti la metà delle esportazioni siciliane. Gli aiuti statali, con il sostegno dei prezzi sul mercato interno, se da un lato evitano una crisi totale, dall'altro fanno sembrare meno urgenti gli interventi di cambiamento colturali in direzione di una diminuzione dei costi, favorendo altri Stati che si affacciano sul mercato europeo, come la Spagna.

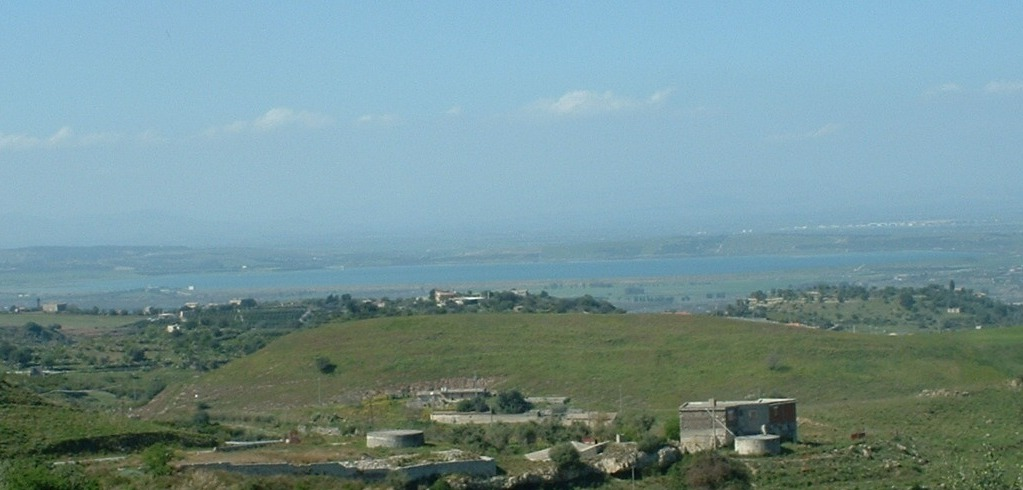
Il lago o Biviere di Lentini, come si presenta attualmente dopo la bonifica degli anni trenta.

Nel 1930 iniziano i lavori di bonifica del Biviere, che dovranno portare al prosciugamento del lago, alla realizzazione di una serie di strutture connesse, alla costruzione di un villaggio operaio che deve, nelle intenzioni dei governanti, ospitare i coloni dei 1.500 ettari di terra prosciugata, ed alla sconfitta della malaria. Ma è più facile costruire che convincere i contadini ad abitare queste case che restano desolatamente deserte, come vuote restano le centinaia di case coloniche costruite per accogliere i contadini della Piana impegnati nella battaglia del grano, una delle tante battaglie perdute dal fascismo, mentre il problema della malaria non viene risolto.
La guerra d'Africa e la conquista dell'Impero sembrano il naturale sbocco per i problemi occupazionali dei lentinesi che con entusiasmo accolgono i colori nuovi della moda italiana, Adua e Macallè, dai nomi di due delle città conquistate dall'esercito italiano. Nel 1940 viene approvata la legge contro il latifondo, che dovrebbe risolvere gli atavici problemi del Sud. Ma è tardi, perché scoppia la guerra, che aggrava la situazione. Fame, miseria, razionamento alimentare, morte, distruzioni sono le conseguenze della politica governativa, mentre si accentuano i fenomeni di accaparramento da parte dei pochi privilegiati che hanno disponibilità di beni di consumo e gli assalti dei disperati ai magazzini.
La fine della guerra e le prime elezioni libere riportano al potere quelle forze e quegli uomini che durante il fascismo avevano tenuto viva a Lentini una larvata forma di opposizione e che avevano sperimentato le carceri del regime. Questi uomini guidano le prime lotte per l'occupazione delle terre, gli espropri dei feudi incolti e la divisione in lotti. Il risultato è ancora una volta la formazione di un grande numero di piccoli proprietari, possessori di appezzamenti troppo esigui per permettere loro di fare il salto di qualità, costretti ad un'esistenza sempre in bilico tra il nuovo status di proprietari ed il vecchio lavoro del bracciante.
Gli anni cinquanta a Lentini sono caratterizzati sul piano sociale dalle grandi lotte tra i braccianti, che guardano al nuovo verbo che viene dall'Est, ed i vecchi proprietari terrieri ed i commercianti, arroccati su posizioni di retroguardia. Ambedue gli schieramenti, pur se su posizioni diverse, hanno in comune lo stesso massimalismo e lo stesso insufficiente spirito di collaborazione, per uscire dalla crisi post-bellica. Demagogia e scarso senso programmatico guidano i dirigenti politici della sinistra e delle forze sindacali del tempo, che portano le masse bracciantili a lottare per obiettivi di breve respiro, senza tenere conto dei problemi di carattere generale e di prospettiva. Gestione del malcontento, volontà di conseguire risultati immediati, sul piano salariale e su quello elettorale, scarsa capacità di pianificazione: sono queste le caratteristiche dei dirigenti politici delle masse contadine del tempo, che non trovano altra soluzione che ricorrere ancora una volta all'emigrazione verso il Nord dell'Italia o verso i paesi esteri.
Le stesse qualità, demagogia ed incapacità di pianificare, si riscontrano nella gestione della cosa pubblica, che porta ad una mancata programmazione dello sviluppo sociale, economico, culturale, urbanistico, con accentuati fenomeni di abusivismo che hanno stravolto l'aspetto della città. Lo sviluppo del polo industriale di Priolo ha favorito anche a Lentini la nascita di una classe operaia ricca che ha provocato una rapida terziarizzazione del tessuto economico con il formarsi di una classe intermedia che ha radicalmente mutato le condizioni politiche. La crisi del ceto bracciantile, in diretta conseguenza della crisi degli agrumi e delle mutate condizioni economiche generali, ha portato alla rapida crisi dei partiti di sinistra, in primo piano il Partito comunista, ed all'ascesa della Democrazia cristiana che questi processi ha di fatto guidato. Gli ultimi anni della vita della città sono caratterizzati da un grave declino sul piano demografico, anche in conseguenza di uno spostamento verso i quartieri di nuova espansione nel territorio di Carlentini in contrada Santuzzi.